# Зубовиці-Кольонія
Зубовиці-Кольонія (пол. Zubowice-Kolonia) — село в Польщі, у гміні Комарув-Осада Замойського повіту Люблінського воєводства.
Населення — 135 осіб (2011).
У 1975-1998 роках село належало до Замойського воєводства.

## Демографія
Демографічна структура станом на 31 березня 2011 року:
|          | Загалом | Допрацездатний вік | Працездатний вік | Постпрацездатний вік |
| -------- | ------- | ------------------ | ---------------- | -------------------- |
| Чоловіки | 72      | 15                 | 47               | 10                   |
| Жінки    | 63      | 9                  | 36               | 18                   |
| Разом    | 135     | 24                 | 83               | 28                   |